# 萨尔盆地地区
薩爾盆地地區 （法語：Le Territoire du Bassin de la Sarre），簡稱薩爾，是國際聯盟委託下，1920年—1935年被法國和英國佔領及管治的德國地區。薩爾的佔領是源於凡爾賽條約的其中一條條款。1933年該地區人口812,000人，首府為薩爾布呂肯。1935年全民公投後，该地区回歸德國。

## 政府的委任
在凡爾賽條約之下，高度工業化的薩爾會由國際聯盟接管15年，期間委托英國和法國進行佔領及管治，該區的煤礦將會交予法國經營。在這段時間薩爾由一個五人委員會管治，而該五名委員由佔領部隊的代表組成。在託管條款下，委員會必須最少包括一名法國代表和一名薩爾居民代表。15年後薩爾將舉行全民公投決定薩爾的未來。薩爾地區包括普魯士的萊茵省和巴伐利亞的普法爾茨選侯國的一部分。薩爾這段時間亦有本身的貨幣薩爾法郎，和郵票。

### 委員會主席
薩爾地區曾分別由以下的委員會主席統治:
- 法國維克多·羅特 （1920年2月26日 - 1926年3月31日）
- 加拿大佐治·華盛頓·史提芬斯 （1926年4月1日 - 1927年6月9日）
- 英國韋禮敦爵士 （1927年6月9日 - 1932年3月31日）
- 英國傑佛瑞·諾克斯爵士 （1932年4月1日 – 1935年2月28日）

## 全民公投
1933年，一批反對納粹主義的政治家來到了薩爾。由於薩爾是一戰後唯一仍然由外國軍隊佔領的德國地區，因此反納粹的人士致力推動薩爾在國聯委任下繼續由英國和法國佔領。可是，薩爾地區的人口大部分是德國人，本地居民亦有強烈的反法情緒，所以很多人十分懷疑這些意見的用心，甚至有人認為這是對他們德國人的背叛。隨著15年的托管期完結，1935年1月13日薩爾地區舉行了一次全民公投。 
阿道夫·希特勒亦渴望能夠向薩爾居民宣傳回歸德國的好處，因此宣傳部長 約瑟夫·戈培爾設計了一套統一的宣傳計劃向選民拉票。本地天主教團體亦大力幫助，他們對布爾什維克存有懷疑，相反希特勒卻是一個不錯的保障。 公投的投票率達98%，公投的結果是絕對性的，90.73%的居民選擇回歸德意志國，只有8.86%的居民希望維持現況。而加入法國的第三選擇更只有0.41%的票數。
在投票之後，希特勒宣佈德國「沒有需要向法國再要求領土」。

## 納粹德國的管治

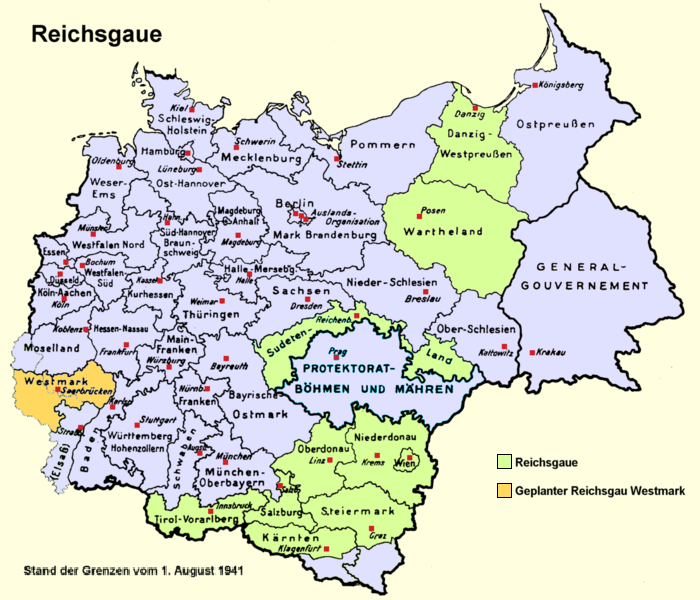
1941年5月的德意志第三帝國。薩爾地區位處的西馬克省以黃色表示。

1935年1月17日，國聯批准薩爾回歸德國。3月1日，薩爾正式回歸德國，德國當局指派约瑟夫·布尔克尔為「回歸的薩爾邦帝國地方行政長官」（Reichskommissar für die Rückgliederung des Saarlandes）。
很多原本逃亡到薩爾的納粹主義反對者、前政治家、或曾替佔領地政府工作的公職人員等在薩爾回歸後都被當局拘捕入獄。
當合併完成的時候，1936年6月17日省長的名銜又改稱「薩爾邦帝國地方行政長官」。由於德國重將領土伸展到萊茵河，包括歷史上的普法爾茨地區，因此這區1940年4月8日改稱「薩爾-普法爾茨」（Saarpfalz）。
在法國戰役之後，法國的摩澤爾省重新合併到德國的行政區劃內（即德意志第二帝國的西部領土）。這區最終於1941年3月1日改稱「威斯特马克大区」，首府葡萄酒之路旁諾伊施塔特，代表「西部的邊界地區」或「西部邊界」，省長的名銜改稱「帝國西部邊界代理官」（Reichsstatthalter in der Westmark）。1944年9月28日，约瑟夫·布尔克尔積勞成疾而死，死後被希特勒親自授予勳章。省長由威利·斯托尔接任直至1945年3月21日這地被盟軍及自由法國佔領為止。

## 法國保護領
在二戰後，這地成為了法國的一個保護領，其經濟和政治亦被迫向法國靠攏。1949年西德和東德成立後，薩爾成為了法國的自治區（與英國內的蘇格蘭和威爾斯情況類似），擁有自己的護照、奧運隊伍和國家足球隊。然而，薩爾的煤礦（當時該區的主要工業）仍然由法國直接控制（Regie des mines de la Sarre），法國當局亦堅持薩爾貨幣上（薩爾法郎）要與法國繼續一致。可是與持續已久的傳聞，說德國人口對法國的佔領和領土追求十分反感並不相同，其實法國當局和當地居民未有考慮過薩爾會成為法國領土。1955年10月23日薩爾舉行的全民公投結束了法國的統治，薩爾在1957年回歸德國。

## 外部連結
- Archontology.org: 薩爾: 行政首長: 1920年-1935年 （页面存档备份，存于）
- WorldStatesmen.org上德國篇章中有關薩爾的資料 （页面存档备份，存于）
- Part III – 政治條款-凡爾賽條約